# Бейелор
«Бейелор» (англ. Baelor) — девятый эпизод первого сезона фэнтезийного сериала канала HBO «Игра престолов». Премьера состоялась 12 июня 2011 года. Сценарий написали создатели шоу и исполнительные продюсеры Дэвид Бениофф и Д. Б. Уайсс, а режиссёром стал Алан Тейлор.

## Сюжет

### В лагере Ланнистеров
За ужином лорд Тайвин (Чарльз Дэнс) говорит своему сыну Тириону (Питер Динклэйдж), что он и его дикари будут сражаться в авангарде. Тирион подозревает, что отец пытается убить его. Вернувшись в свой лагерь, он обнаруживает проститутку Шаю (Сибель Кекилли), которую Бронн (Джером Флинн) нашёл по его просьбе. Тирион рассказывает, что когда ему было шестнадцать лет, он женился на женщине по имени Тиша, которую он и Джейме спасли от насильников. Когда Тайвин узнал об этом, он заставил Джейме признаться, что Тиша на самом деле была нанятой проституткой. Затем Тайвин заставил Тириона смотреть, как стражники Ланнистеров занимались с ней сексом, платя ей по серебряной монете, полученной от Тайвина.
Позже, когда приближаются войска Старков, Тириона будит Бронн. Тирион покидает свой шатёр одетым в доспехи и приказывает горным племенам сражаться, но, бросаясь в битву, они сбивают его с ног и оглушают. Когда Тирион приходит в себя, битва уже закончилась. Лорд Тайвин говорит, что войско Старков состояло только из 2000 людей, и остаётся только гадать, куда делись остальные 18 000.

### В Близнецах
Армия Старков подходит к Близнецам, укреплённой цитадели с мостом, контролируемой сумасбродным лордом Уолдером Фреем (Дэвид Брэдли), номинально присягнувшим отцу Кейтилин (Мишель Фэйрли), Хостеру Талли. Однако лорд Фрей закрыл мост и отказывается пропустить армию, и Кейтилин ведёт переговоры от имени её сына Робба (Ричард Мэдден). После жёсткого торга Фрей соглашается позволить армии Старков пересечь мост и предоставить часть своего войска для сражения с Ланнистерами, но взамен хочет, чтобы Робб и его сестра Арья (Мэйси Уильямс) заключили браки с двумя из его детей. Робб неохотно соглашается.
Перейдя реку, Робб разделяет войско, отправив 2000 людей отвлечь армию лорда Тайвина. Из-за ложной информации, данной Роббом захваченному разведчику Ланнистеров, лорд Тайвин считает, что это вся армия Старков. Оставшаяся часть людей Робба подкрадывается к армии Джейме Ланнистера (Николай Костер-Вальдау), побеждая и захватывая его в плен. Джейме вызывает Робба сразиться один на один, чтобы уладить дело, но Робб отказывается.

### На Стене
Лорд-командующий Джиор Мормонт (Джеймс Космо) в благодарность за спасение его жизни от нежити дарит Джону (Кит Харингтон) меч из валирийской стали «Длинный коготь», который изначально предполагал подарить своему изгнанному сыну, сиру Джораху (Иэн Глен). Сэм (Джон Брэдли) сообщает Джону о войне Робба против Ланнистеров, Джон чувствует, что должен быть рядом с Роббом.
Мейстер Эймон (Питер Вон) вызывает Джона и рассказывает ему, почему члены Ночного Дозора не женятся: это заставило бы их выбирать между долгом и верностью любимым. Эймон знает это очень хорошо, потому что он на самом деле Эймон Таргариен, дядя Безумного короля Эйериса Таргариена и двоюродный дед Дейенерис, который послушно и неохотно остался на Стене, когда члены его семьи были убиты или изгнаны во время восстания Роберта. Эймон говорит Джону, что он должен выбирать — либо долг перед Ночным Дозором, либо семья, но предупреждает, что последствия выбора будут преследовать его до конца жизни.

### За Узким морем
Кхал Дрого (Джейсон Момоа), бредящий от инфекции, вызванной ранением на поединке, падает с лошади — признак слабости у дотракийцев. Дейенерис берёт его в свой шатёр и посылает за Мирри Маз Дуур (Мия Сотериу), чтобы помочь ему. Однако сир Джорах Мормонт советует Дейенерис уйти сейчас, потому что дотракийцы уважают только физически сильных. Он объясняет, что в случае смерти Дрого Квото (Дар Салим) и другие кровные всадники будут бороться между собой за право стать его преемником; кто победит, тот убьёт её и её нерождённого ребёнка, чтобы в будущем он не стал соперником. Дейенерис отказывается бросить мужа, даже когда Мирри говорит, что не может спасти его и предлагает дать Дрого быструю и чистую смерть. В отчаянии Дейенерис призывает Мирри использовать магию крови, несмотря на её предупреждение о последствиях: только смертью можно заплатить за жизнь. Мирри просит привести коня Дрого в шатёр, перерезает ему горло, приказывает всем уйти и предупреждает, чтобы никто не входил в шатёр во время ритуала. Шокированный Квото пытается остановить заклинание, но Мормонт убивает его. Затем у Дейенерис начинаются преждевременные роды, но ни одна из дотракийских повитух не помогает ей, считая, что она проклята. В отчаянии Мормонт несёт Дейенерис в шатёр Дрого, надеясь на помощь Мирри.

### В Королевской Гавани
Варис (Конлет Хилл) навещает Неда (Шон Бин) в подземелье и говорит, что если он оговорит себя и присягнёт на верность королю Джоффри (Джек Глисон), Серсея (Лена Хиди) пощадит его и позволит ему служить в Ночном Дозоре. Нед сначала отказывается, но уступает, когда Варис говорит, что жизнь его дочери Сансы (Софи Тёрнер) тоже стоит на кону.
Арья, нищенствуя на улицах Королевской Гавани с момента побега от Ланнистеров, узнаёт, что толпа собирается у Великой Септы Бейелора, где её отца будут судить перед богами, и, чтобы толпа не мешала, забирается на статую Бейелора. Протискиваясь в толпе, Нед замечает Арью на статуе и привлекает к ней внимание Йорена (Фрэнсис Мэджи), вербовщика Ночного Дозора. Перед Малым Советом, в присутствии Сансы, Серсеи и Джоффри, Нед признаётся в измене и присягает на верность Джоффри. Довольные Санса и Серсея просят Джоффри пощадить Неда, как он ранее обещал, но тот приказывает казнить Неда. Пока Санса с ужасом наблюдает, Серсея, Варис и Малый Совет пытаются вмешаться, Арья бросается к Неду, но её останавливает Йорен, не давая смотреть на казнь отца. Увидев, что Арья спасена, Нед смиряется со своей участью, и сир Илин Пейн казнит его.

## Производство

### Сценарий
Сценарий эпизода написан шоураннерами Дэвидом Бениоффом и Д. Б. Уайссом по мотивам романа Джорджа Р. Р. Мартина.
Название отсылает к Великой Септе Бейелора, главному религиозному сооружению Королевской Гавани, где происходит ключевой момент эпизода. В мире, созданном Джорджем Р. Р. Мартином, Бейелор I Таргариен — король прошлого века, почитавшийся как покровитель и сторонник Веры Семерых. Эпизод включает главы Эддард XV, Кейтилин IX, Джон VIII, Тирион VIII, Кейтилин X, Дейенерис VIII и Арья V (59—61 и 63—66).
Сцена игры с вином между Тирионом, Бронном и Шаей написана специально для эпизода, а сюжет злополучного брака Тириона с Тишей взят из предыдущих глав книги. Происхождение Шаи было изменено с вестеросского на иноземное, чтобы оправдать акцент Кекилли. Другие заметные расхождения с книгой — изменение всей стратегии Робба Старка при разделении его сил и генеалогии Таргариенов в объяснениях мейстера Эймона: в сериале Безумный Король называется сыном, а не внуком Эйгона V (таким образом из династии устраняется Джейхейрис II).

### Кастинг

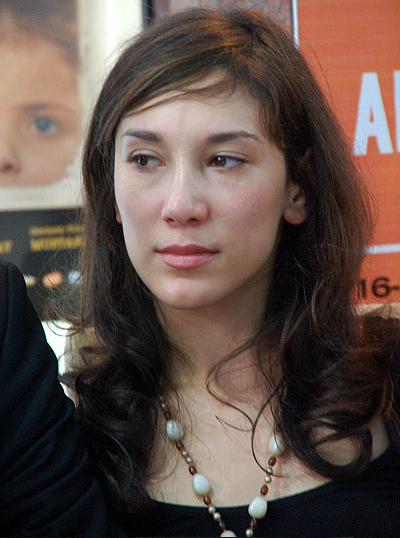
Сибель Кекилли играет роль проститутки Шаи.

В «Бейелоре» впервые появляется немецкая актриса Сибель Кекилли в роли проститутки Шаи. Джордж Р. Р. Мартин прокомментировал, что она была великолепна на прослушивании, когда читала сцену встречи Шаи с Тирионом в шатре в ночь перед битвой при Зелёном Зубце.
Также в эпизоде впервые появляется английский актёр Дэвид Брэдли, исполняющий роль лорда Переправы Уолдера Фрея.

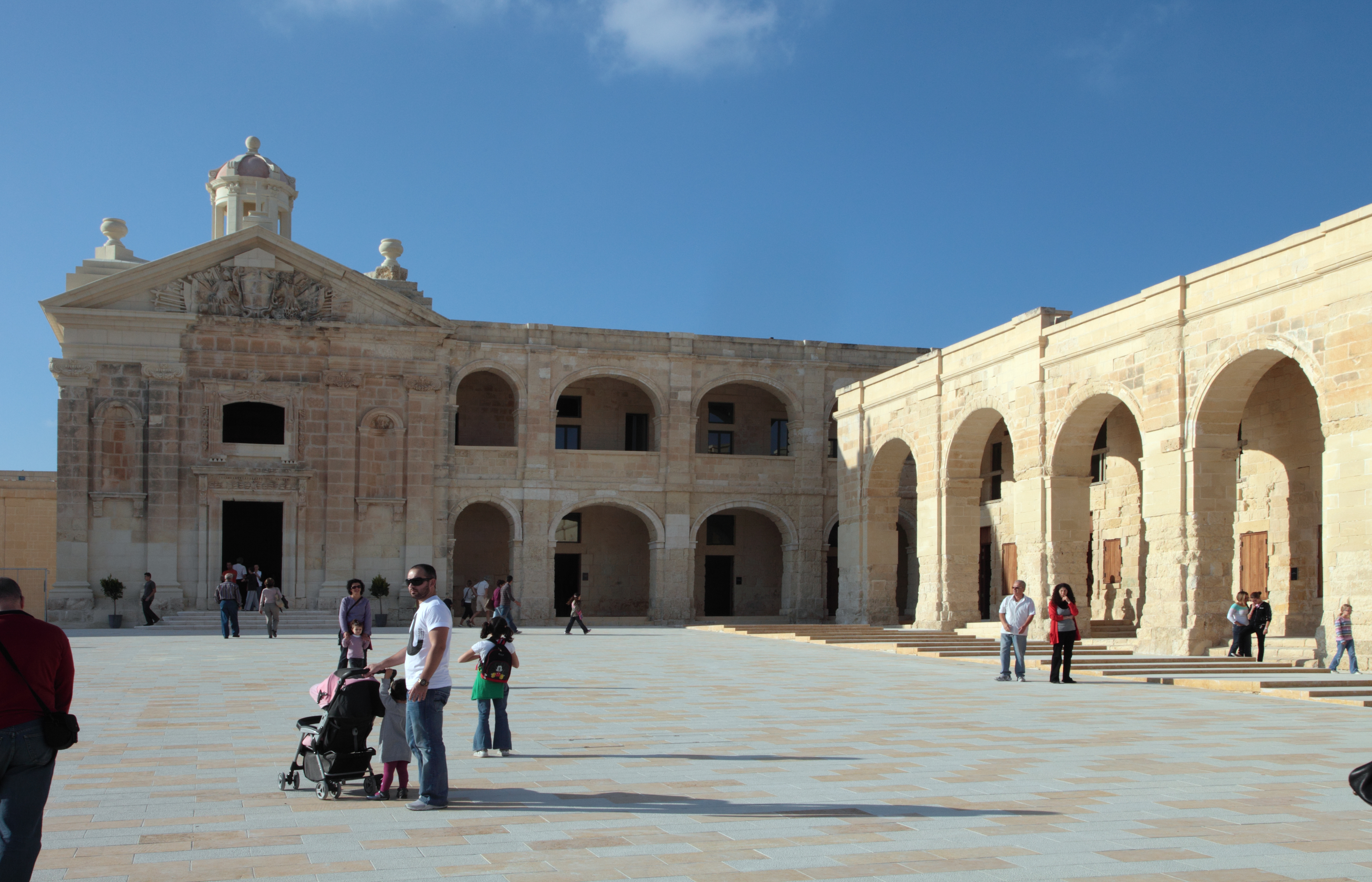
Сцены в Великой Септе Бейелора сняты в форте Маноэль в Мальте.

### Места съёмок
Павильонные съёмки проходили на студиях The Paint Hall рядом с Белфастом. Территория поместья Касл Уорд, также в Северной Ирландии, использовалась для съёмок лагерей Старков и Ланнистеров, Переправы, полей битвы у Зелёного Зубца и Шепчущего леса.
Сцена перед Великой Септой Бейелора снята в конце октября 2010 года в форте Маноэль, в мальтийском городе Гзира. Съёмки происходили на последних неделях октября 2010 года.

## Реакция

### Рейтинги
«Бейелор» собрал 2.7 миллионов зрителей во время премьерного показа в США. В целом, включая повтор, эпизод собрал 3.4 миллиона зрителей.

### Реакция критиков
Эпизод получил большое признание среди критиков. Из рецензентов The A.V. Club, которые оценили его на A, Тодд Вандерверфф назвал его «пока что бесспорно лучшим эпизодом „Игры престолов“», а Дэвид Симс посчитал его «потрясающим» и сделал вывод, что он «точно взорвёт умы (и разобьёт сердца)» зрителей. Мэтт Фоулер из IGN дал эпизоду высшую оценку 10.

### Награды
Питер Динклэйдж выбрал именно этот эпизод для рассмотрения на премию «Эмми» за лучшую мужскую роль второго плана в драматическом сериале в 2011 году. Спенсер Дэвис отметил необычность выбора, потому что, хотя весь эпизод номинирован на премию «Эмми» за лучший сценарий драматического сериала (которую уступил эпизоду «Всегда» «Огней ночной пятницы»), экранное время Динклэйджа в нём очень ограниченно. Дэвис отметил, что номинация Динклэйджа была единственной актёрской номинацией на «Эмми» среди тринадцати, полученных сериалом, и высказал мнение, что «Золотая корона» лучше продемонстрировала вклад Динклэйджа в сериал. Победа Динклэйджа была единственной главной наградой, полученной сериалом, и первой премией «Эмми» за всю его карьеру.

#### Награды и номинации
| Год  | Награда                            | Категория                                                             | Номинант(ы)                                | Результат |
| ---- | ---------------------------------- | --------------------------------------------------------------------- | ------------------------------------------ | --------- |
| 2011 | 63-я церемония премии «Эмми»       | Лучший сценарий драматического сериала                                | Дэвид Бениофф и Д. Б. Уайсс                | Номинация |
| 2011 | 63-я церемония премии «Эмми»       | Лучшая мужская роль второго плана в драматическом сериале             | Питер Динклэйдж за роль Тириона Ланнистера | Победа    |
| 2011 | Премия IGN                         | Лучший телеэпизод                                                     |                                            | Победа    |
| 2012 | Американская ассоциация монтажёров | Лучшая смонтированная одно-часовая серия для нерекламного телевидения | Фрэнсис Паркер                             | Номинация |